# Rubielos-de-la-Cérida-Becken
Koordinaten: 40° 46′ 14″ N, 1° 12′ 44″ W
Das rund 80 × 40 Kilometer große Rubielos-de-la-Cérida-Becken liegt im Nordosten Spaniens. Die Beckenentstehung wird meist tektonisch erklärt; das Becken wird aber vereinzelt aber auch als Impaktstruktur interpretiert.

## Lage und Beschreibung

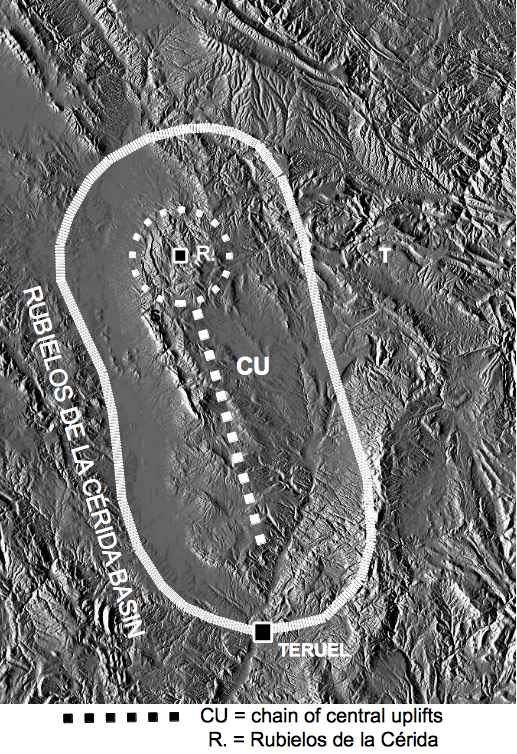
Morphologischer Ausdruck des Rubielos-de-la-Cérida-Beckens, digitale Höhenkarte Spaniens, Maßstab 1/250.000

Das Becken liegt nördlich von Teruel in Aragonien. Lange Zeit wurde die Beckenstruktur als rein tektonischen Ursprungs angesehen und als komplexe Grabenstruktur gedeutet – den Jiloca-Calatayud-Graben und den Alfambra-Teruel-Graben. Da aber tektonische Gräben gewöhnlich durch Dehnungsstrukturen gekennzeichnet sind, hat die klassische Interpretation zum Teil Schwierigkeiten, die angetroffenen vorherrschenden Kompressionen zu deuten.

## Kontroverse Interpretation als Impaktstruktur

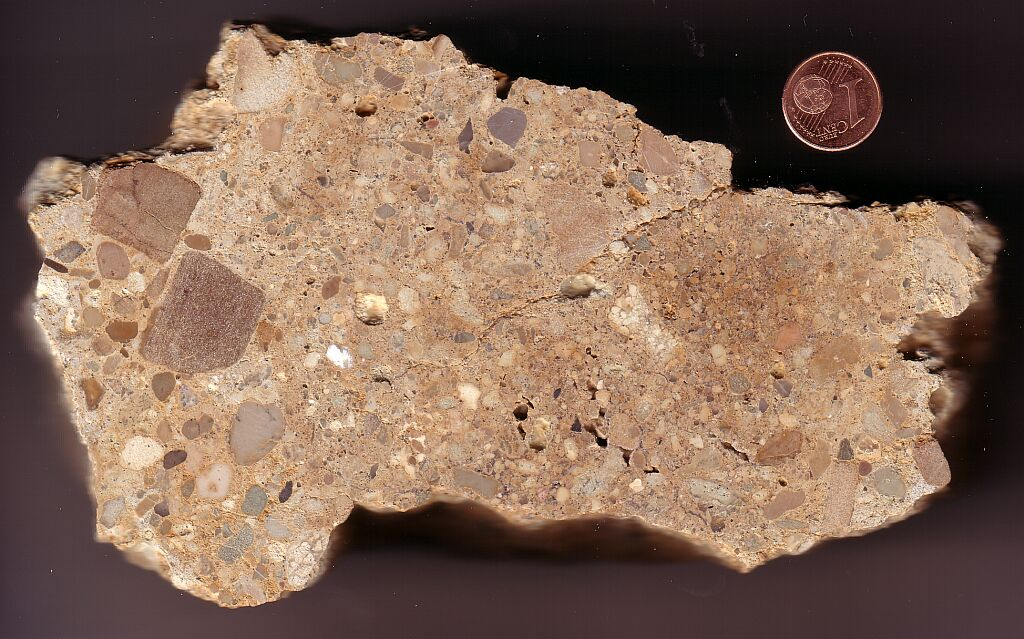
Suevit des Rubielos-de-la-Cérida-Beckens

Seit den 1990er Jahren gibt es auch die Deutung als Impaktstruktur, die allerdings in der Wissenschaft stark umstritten ist. Nach dieser Deutung handelt es sich um eine Zwillingsstruktur der Azuara-Impaktstruktur und wurde wahrscheinlich durch einen multiplen Impakt verursacht. Benannt wurde es nach dem gleichnamigen Dorf Rubielos de la Cérida, das an der zentralen Aufbeulung im äußersten Norden der Struktur gelegen ist.
Ursprünglich war nach dieser Deutung die Impaktstruktur als kreisförmiger Meteoritenkrater mit einem Durchmesser von 40 Kilometer und einer deutlichen Zentralerhebung beschrieben worden. Heute wird von einer aneinandergereihten Kraterkette ausgegangen, die zu einem länglichen Impaktbecken mit einem zentralen herausgedrückten Rücken verschmolz. Im Osten ist ein Großteil des ursprünglichen Beckens unter Sedimenten des Neogens verdeckt, welche erst nach dem Einschlag abgelagert wurden.

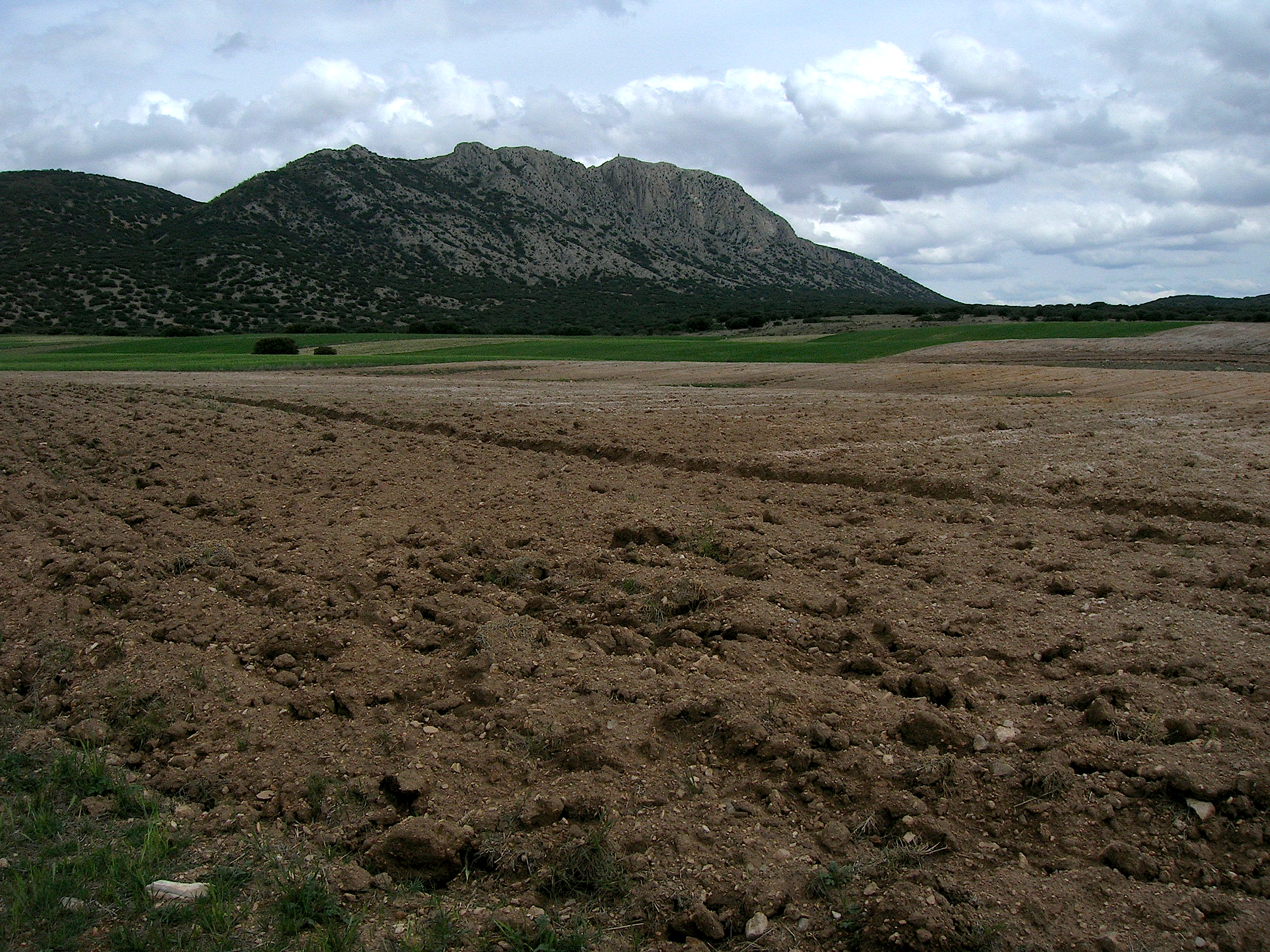
Die Sierra Palomera, Teil der zentralen Aufpressung im Rubielos-de-la-Cérida-Becken

Die Impaktnatur des Beckens wird nach den Befürwortern der Theorie durch die Anwesenheit von Impaktschmelzen, Suevit, weit verbreiteten polymikten und monomikten Brekzien, Brekziengängen, extensiven Megabrekzien, Auswurfmassen, dislozierten Megablöcken, merkwürdigen geologischen Strukturen am Kraterrand und in der zentralen Aufbruchzone sowie von Anzeichen für Schockmetamorphose erhärtet.
Die Schockauswirkungen manifestieren sich in Schmelzgläsern, diaplektischen Gläsern hervorgegangen aus Quarz und Feldspat, planaren Elementen (Englisch planar deformation features oder PDFs) in Quarz, unterschiedlich orientierten Knickbändern in Glimmern sowie in intensiver Mikro-Verzwillingung in Kalzit. Auch moderat ausgebildete Strahlenkegel treten auf und verweisen ihrerseits auf die Impaktnatur des Beckens.
Zahlreiche Geologen, sowohl aus Spanien als auch aus anderen Ländern lehnen die Impaktgenese des Beckens aber ab; der Ursprung des Rubielos-de-la-Cérida-Beckens bleibt damit umstritten. Nach ihrer Ansicht lassen sich die vermeintlichen Schockauswirkungen tektonisch erklären, die Auswurfmassen sind alluviale Fächer oder Konglomerate des Känozoikums und die vermeintlichen Impakt- und Gangbrekzien in ihren Augen Karsterscheinungen und Bodenbildungen.
Der Widerstand gegen die Impaktnatur von Rubielos de la Cérida (und auch Azuara) wurde im Jahr 1996 durch eine wissenschaftliche Studie von Langenhorst und Deutsch erhärtet, da diese Autoren keine Anzeichen von Schockmetamorphose entdecken konnten.
Aufgrund der unsicheren Datenlage für eine Impaktstruktur ist das Becken (wie auch Azuara) nicht in der Datenbank des Canadian Earth Impact Database angeführt. Andere Datenbanken wie beispielsweise die Datenbank von J. Moilanen oder EDEIS (Expert Database on Earth Impact Structures) enthalten jedoch das Rubielos-de-la-Cérida-Becken.

## Alter

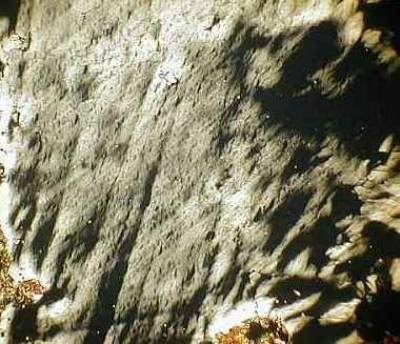
Dünnschliff mit diaplektischem Glas und drei unterschiedlichen planaren Elementen in Quarz

Stratigraphische Überlegungen und paläontologische Datierungen stellen den vermeintlichen Meteoriteneinschlag ins Oberen Eozän oder in das Oligozän, d. h. vor rund 40 bis 30 Millionen Jahren BP.